# Учэт-Зон
Учэт-Зон — деревня в Кудымкарском районе Пермского края. Входила в состав Верх-Иньвенского сельского поселения. Располагается на правом берегу реки Котыс юго-западнее от города Кудымкара. Расстояние до районного центра составляет 29 км. По данным Всероссийской переписи населения 2010 года, в деревне проживало 23 человека (12 мужчин и 11 женщин).

## История
По данным на 1 июля 1963 года, в деревне проживало 137 человек. Населённый пункт входил в состав Верх-Иньвенского сельсовета.